# Ferme Houard
Ne doit pas être confondu avec Château de Bomal.
La ferme Houard appelée aussi le château-ferme de Bomal est un immeuble classé situé dans le village de Bomal faisant partie de la commune de Durbuy en Belgique (province de Luxembourg). 

## Localisation
Le château-ferme est situé dans le centre de la localité de Bomal, au no 1 de Hodister, à proximité de la rue de Fleurie (route nationale 806) et en rive droite de l'Ourthe, une centaine de mètres en amont de sa confluence avec l'Aisne. Il ne doit pas être confondu avec le château de Bomal, situé sur une hauteur du village.

## Historique
Le château-ferme de Bomal a été érigé au cours du XVIe siècle à la place d'une ancienne ferme castrale qui dépendait alors du château fort de Logne. Le bâtiment a été transformé en 1764 comme l’indique la date présente sur le portail du porche d’entrée. Ensuite, l'édifice a encore été remanié au cours de chaque siècle, la dernière transformation ayant été réalisée en 2001-2002 d'après les plans de l'architecte Fabrice Léonard.Les deux ailes perpendiculaires au corps de logis sont construites au début du XIXe siècle.

## Description
Le bâtiment est une ferme en carré bâtie en moellons de pierre calcaire autour d'une cour intérieure d'environ 400 m2. Les quatre côtés de la ferme se composent initialement d'un corps de logis et de trois ailes vouées à l'exploitation agricole.
Le corps de logis, placé à l'ouest, a une longueur approximative de 25 m et compte sept travées et deux niveaux (un étage). La volumineuse toiture en ardoises repose sur une corniche de pierre moulurée s'appuyant elle-même sur des corbeaux carrés en pierre calcaire. 
À gauche du corps de logis, à l'angle nord-ouest, s'élève une tour circulaire de même hauteur et réalisée avec le même matériau que le corps de logis. La tour possède encore plusieurs canonnières et une toiture conique en ardoises.
Le porche d’entrée est un portail avec arc en plein cintre en pierre calcaire surmonté par une basse toiture d'ardoises reliant en oblique le corps de logis à l'aile sud.
L'aile sud est percée sur son pignon ouest d'une porte charretière cintrée voisine du portail d'entrée. Cette aile abritant étables et fenils sous une toiture de tuiles a une longueur approximative de 27 m alors que l'aile nord, longue d'environ 35 m a été modernisée en 2001-2002 .